# Frauenfilm
Als Frauenfilme bezeichnet man einerseits eine Reihe von Filmen, die überwiegend in den 1970er- und 1980er-Jahren entstanden sind und meist mit einer emanzipatorischen Zielsetzung Frauen als Protagonistinnen einsetzen und ihre spezifischen Sichtweisen und Problemlagen in den Vordergrund stellen.
Der Frauenfilm wurde seit der Mitte der 1970er-Jahre von Regisseurinnen wie Margarethe von Trotta und Helma Sanders-Brahms geprägt. Er wendet sich vorwiegend an ein weibliches Publikum.
Andererseits bezeichnet Frauenfilme auch Filme, die insbesondere für weibliche Zuschauer konzipiert sind oder insbesondere diese ansprechen. Zu dieser im Englischen seit den 1990er-Jahren (abwertend) als „chick-flick“ bezeichneten Gattung gehören Filme wie Pretty Woman, Magnolien aus Stahl oder Dirty Dancing. Klassischere Beispiele sind etwa viele Filme mit Bette Davis, Barbara Stanwyck und Joan Crawford.

## Filmgeschichtliche Einordnung
Bis in die 1960er-Jahre war das Frauenbild im Film oft durch männlich geprägte Rollenklischees bestimmt. Die Schauspielerinnen bedienten die eindimensionalen Erwartungshaltungen, die an ihre Figuren gestellt wurden, etwa in der Mutterrolle oder als Femme fatale. Filme, in denen Frauen im Mittelpunkt standen, waren hauptsächlich Melodramen, die von weiblicher Opferbereitschaft und Verzicht bestimmt waren. Schonungslose Milieuschilderungen wie Weibliche Junggesellen (1923) blieben die Ausnahme.
Im Zuge der zweiten Frauenbewegung ab 1968, versuchten die Filmemacherinnen des Frauenfilms, diese Eindimensionalität zu durchbrechen und identitätsstiftend weibliches Selbstbewusstsein in den Vordergrund zu stellen. Sie behandelten dabei oft frauenspezifische Themen, etwa familiäre Gewalt oder Abtreibung, aber auch universellere Themenbereiche wie Krieg, Politik oder Berufsleben aus spezifisch weiblicher Perspektive. Um den Frauenfilm bildete sich ein kulturelles Umfeld mit feministisch geprägten Filmzeitschriften und eigenen Filmfestivals. Hierbei kam der Zeitschrift Frauen und Film, die es ab 1974 gab, in Bezug auf die Artikulation einer feministische Filmtheorie in Deutschland eine Schlüsselrolle zu.

## Margarethe von Trotta
Als Startpunkt für den Frauenfilm im engeren Sinne wird Margarethe von Trottas Mitarbeit an Volker Schlöndorffs Die verlorene Ehre der Katharina Blum (nach Heinrich Bölls gleichnamiger Erzählung) im Jahr 1975 angesehen, in dem eine junge Frau durch Boulevardpresse und Staatsgewalt vernichtet wird. Es folgten unter von Trottas Regie 1978 Das zweite Erwachen der Christa Klages, in dem eine Kindergärtnerin zur Bankräuberin wird, um ihren Kinderladen zu retten, und 1979 Schwestern oder Die Balance des Glücks über einen Schwesternkonflikt, der im Mord endet. Die bleierne Zeit (1981) thematisiert ebenfalls die Geschichte zweier ungleicher Schwestern, in diesem Fall vor dem Hintergrund des Terrorismus in Deutschland. Heller Wahn (1983) behandelt die Freundschaft zweier Frauen, die sich von ihren Männern emanzipieren und präsentiert mit seinen Hauptdarstellerinnen Hanna Schygulla und Angela Winkler zwei Ikonen des Frauenfilms.

## Weitere Filmemacherinnen des Frauenfilms
Ula Stöckl trug mit ihren Filmen Neun Leben hat die Katze (1968), Erikas Leidenschaften (1976), Eine Frau mit Verantwortung (1978) und Der Schlaf der Vernunft (1984) zur Bewegung des Frauenfilms bei. Helma Sanders-Brahms drehte Unterm Pflaster ist der Strand (1975), Shirins Hochzeit (1975), Deutschland, bleiche Mutter (1980) und Die Berührte (1981). Weitere Regisseurinnen waren Helke Sander mit Eine Prämie für Irene (1971) und Der Beginn aller Schrecken ist Liebe (1980), Cristina Perincioli mit Für Frauen – 1. Kapitel (1971), Jutta Brückner mit Hungerjahre (1979), Monika Treut mit Die Jungfrauenmaschine (1988) und Doris Dörrie mit Ein ganz und gar verwahrlostes Mädchen (1977), Mitten ins Herz (1983) und Im Innern des Wals (1984).
Die vorwiegend in der Bundesrepublik Deutschland beheimatete Bewegung des Frauenfilms wurde international aufgenommen durch Vertreterinnen wie der Niederländerin Marleen Gorris Die Stille um Christine M. (1981) und Die gekaufte Frau (1984) oder der Schweizerin Isa Hesse-Rabinovitch.

## Der Frauenfilm in der DDR
In der DDR erlebte der Frauenfilm zu Beginn der 1980er-Jahre seinen Höhepunkt. Nach frühen Frauenfilmen der DEFA, darunter Der Dritte (1972), Die Legende von Paul und Paula (1973) und Sabine Wulff (1978), war es vor allem Konrad Wolfs Solo Sunny (1980), in dem „Fronten und harte Widersprüche … deutlich [wurden], die sonst verdeckt bleiben“. Anfang der 1980er-Jahre traten zunehmend Regisseurinnen in Erscheinung, die in ihren Filmen Frauenfiguren zeigten, die emanzipiert oft mit den gesellschaftlichen Grenzen haderten. Als Beispiele für Filme, in denen „das Thema Selbstfindung und Emanzipation der Frau in der Gesellschaft des real existierenden Sozialismus ziemlich unumwunden in Erscheinung tritt“, zählen Evelyn Schmidts Seitensprung (1979) und Das Fahrrad (1981) sowie Iris Gusners Kaskade rückwärts (1984). Sie führten zu oftmals heftigen Diskussionen und Kritikerverriss. Auch politisch wurde das im Film angesprochene Thema der Gleichstellung der Frau zum Reizthema, da Frauen in den Filmen „gegen tradiertes Denken, gegen Gleichgültigkeit und den Rückzug ins Private auftraten“ und damit die Stagnation des Systems DDR selbst aufzeigten. Von offizieller Seite galt das Gleichstellungsproblem von Mann und Frau zudem als gelöst.
Frauenfilme der späten 1980er-Jahre, darunter Herrmann Zschoches Die Alleinseglerin (1987), Erwin Strankas Liane (1987) sowie Iris Gusners Ich liebe dich – April! April! (1988) zeigen nun eher Berührungsängste mit dem Thema und schweifen ins Private und Allgemeine ab. Weitere DEFA-Frauenfilme umfassen Dach überm Kopf (1980), Bürgschaft für ein Jahr (1981), die Verfilmung des Romans Franziska Linkerhand, Unser kurzes Leben (1981) und Die Beunruhigung (1982).